# اکتاویای کوچک
اکتاویای کوچک (لاتین: Octavia Minor; تقریبی. ۶۶ پیش از میلاد – ۱۱ پیش از میلاد (سن c. 55)) اهل روم باستان بود. خواهر بزرگ اولین امپراتور روم، آگوستوس (معروف به اکتاویان)، خواهر ناتنی اکتاویای بزرگ، و همسر چهارم مارک آنتونی بود.